# Диоптрија
Диоптрија (грч. διόπτρον све кроз шта се види,огледало) је оптичка јединица за мерење јачине или моћи сочива. Ознака диоптрије је латинично слово D . Јачина сочива једнака је реципрочној вредности жижне даљине . Сочиво чија је жижина даљина 1 метар има снагу од 1 диоптрије.

## Јачина сочива
(Сочиво јачине 5 диоптрија има жижну даљину 0,20 м)